# ميسامو

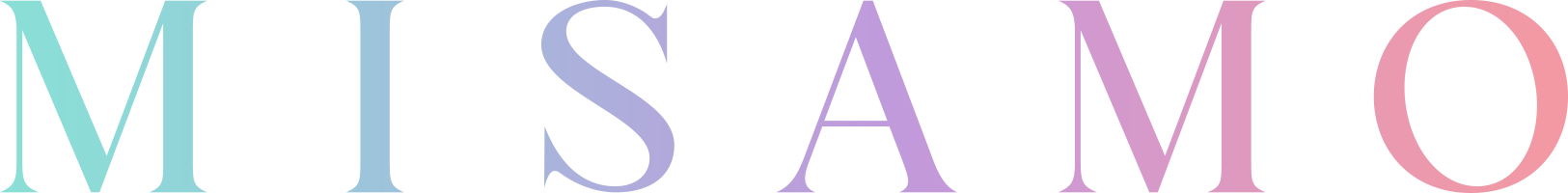
شعار فرقة ميسامو

ميسامو (هانغل 미사모 ) ( : ميسامو، بأسلوب معدل في جميع القبعات ) هي أول وحدة فرعية من فرقة الفتيات الكورية الجنوبية توايس التي شكلتها JYP Entertainment . ظهرت لأول مرة في عام 2023 مع ألبومهن الأول masterpiece